# Bachillerato (Francia)
El Bachillerato en Francia (en francés: baccalauréat) fue creado por Napoleón en el decreto del 17 de marzo de 1808 y constituye el prerrequisito para poder ingresar en una universidad.

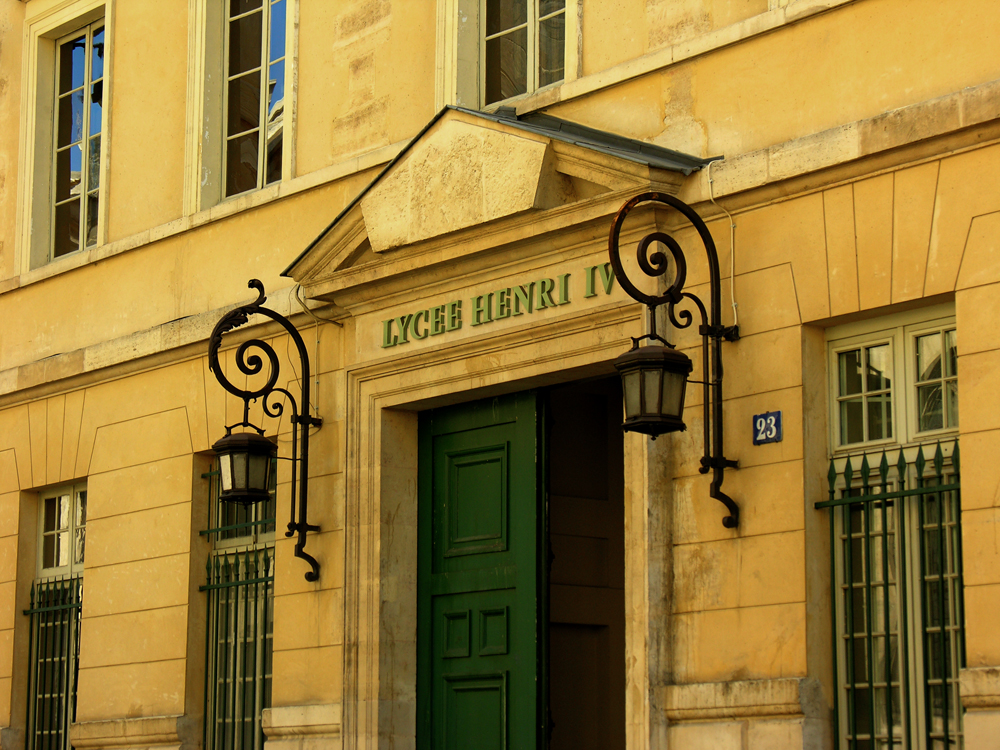
Lycée Henri IV, en el 23 de la calle Clovis, en París.

Para obtenerlo se debe pasar un examen frente a un jurado presidido por un profesor o investigador universitario. El examen se pasa al finalizar la Enseñanza Secundaria o en candidatura libre, y es el requisito para entrar a la Educación Superior.
El bachillerato francés es el equivalente del Advanced Level en el Reino Unido, del Abitur en Alemania, de la Matura en Suiza y Austria, del studentexamen en Suecia, del ylioppilastutkinto en Finlandia y del Bachillerato en México. 

## Bachillerato General
El Bachillerato General es un diploma francés que se pasa en el Liceo. Como indica su nombre, pertenece a una formación general, más bien teórica, con un sitio importante reservado a las materias fundamentales y a la cultura general. Tiene la particularidad de tener en cuenta los Trabajos Personales Supervisados (T.P.E.) cursados en Première y notados como prueba anticipada del BAC con un coeficiente 2. El Bachillerato General prepara sobre todo para los Estudios superiores de larga duración, en la universidad o en  las Grandes Escuelas.  Algunas pruebas cuentan más que otras en el promedio, el coeficiente de cada prueba depende de la orientación escogida, y las pruebas varían de una orientación a otra. 

### Antes de la reforma (hasta 2020)
Los alumnos debían elegir entre tres opciones para seguir con sus estudios. Cada una contiene un enseñamiento básico y después se suman las asignaturas que dependen en de cada opción.  
- L : Literatura
- ES : Economía y social
- S : Científica

### Reforma 2019-20 para el BAC 2021
A partir del curso 2019-20, el lycée (bachillerato) se modifica con una reforma. Hasta entonces los alumnos debía elegir si seguían con sus estudios L (Literarios), ES (económicos) o S (científicos). Tras la reforma, todos los alumnos tienen unas asignaturas comunes y deben elegir 3 especialidades para el año de première (1º bachillerato), de las cuales dejaran solo 2 para el año de Terminale (2º bachillerato).
Las asignaturas comunes son las siguientes, las horas por semana están indicada entre paréntesis:
- Francés (4h), en 2º bachillerato pasa a ser Filosofía (4h)
- Historia y geografía (3h)
- Enseñamiento moral y cívico (0,5h)
- Lengua 1 y lengua 2 (4,5h)
- Deporte (2h)
- Ciencias y Matématicas (3h)
Y las especialidades son las siguientes, duran 4 horas por semana en Première y 6 horas en Terminale:
- Arte :
```
 - Artes circenses
 - Artes plásticas
 - Baile
 - Cine - medios audiovisuales
 - Historia de las artes
 - Música
 - Teatro
```

- Biologia-Ecología
- Historia-geografía, geopolítica y ciencias políticas
- Humanidades, literatura y filosofía
- Lenguas literaturas y culturas extranjeras y regionales: inglés, inglés mundo contemporáneo, español, alemán, italiano, portugués, euskera, bretón, catalán, corso, criollo martiniqués, criollo guadalupeño, occitano-lengua de oc, tahitiano
- Matemáticas
- Tecnologías digitales y ciencias informáticas
- Ciencias de la vida y de la Tierra
- Ciencias de la ingeniería
- Física-química
- Ciencias económicas y sociales
- Datos: Q798022
- Multimedia: Baccalauréat / Q798022